# 紐厄爾 (阿拉巴馬州)
紐厄爾（英語：Newell）是一個位於美國阿拉巴馬州蘭道夫縣的非建制地區。該地的面積和人口皆未知。

## 地理
紐厄爾的座標為33°25′59″N 85°26′01″W / 33.43306°N 85.43361°W，而該地的平均海拔高度為275米（即902英尺）。